# 1904年セントルイスオリンピックのスイス選手団
1904年セントルイスオリンピックのスイス選手団（1904ねんセントルイスオリンピックのスイスせんしゅだん）は、1904年7月1日から11月23日にかけてアメリカ合衆国のミズーリ州セントルイスで開催された1904年セントルイスオリンピックのスイス選手団、およびその競技結果。

## 概要
今大会は金メダル1個、銅メダル1個、合計2個のメダルを獲得した。

## メダル
| メダル | 選手名               | 競技 | 種目          |
| ------ | -------------------- | ---- | ------------- |
| 銅     | アドルフ・スピンラー | 体操 | 男子3種目総合 |
| 銅     | アドルフ・スピンラー | 体操 | 男子個人総合  |